# Mădălina Bereș
Mădălina Bereș (Pașcani, 3 de julho de 1993) é uma remadora romena, medalhista olímpica.

## Carreira
Bereș competiu nos Jogos Olímpicos de 2016 e na prova do oito com conquistou a medalha de bronze com a equipe da Romênia.